# 布魯拉島
布魯拉島是蘇格蘭的島嶼，屬於外斯凱里斯群島的一部分，面積0.55平方公里，最高點海拔高度53米，2001年人口僅26。2010年秋天，該島和霍塞島被賣，索價25萬英鎊。

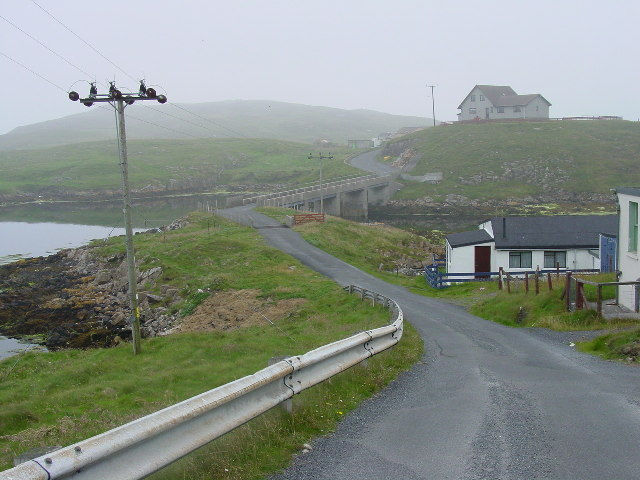

## 外部連結
- Undiscovered Scotland on The Out Skerries （页面存档备份，存于）

60°25′33″N 0°45′02″W / 60.42597°N 0.75043°W